# Kapelln
Kapelln osztrák mezőváros Alsó-Ausztria St. Pölten-i járásában. 2024 januárjában 1342 lakosa volt. 

## Elhelyezkedése

Kapelln a Sankt Pölten-i járásban

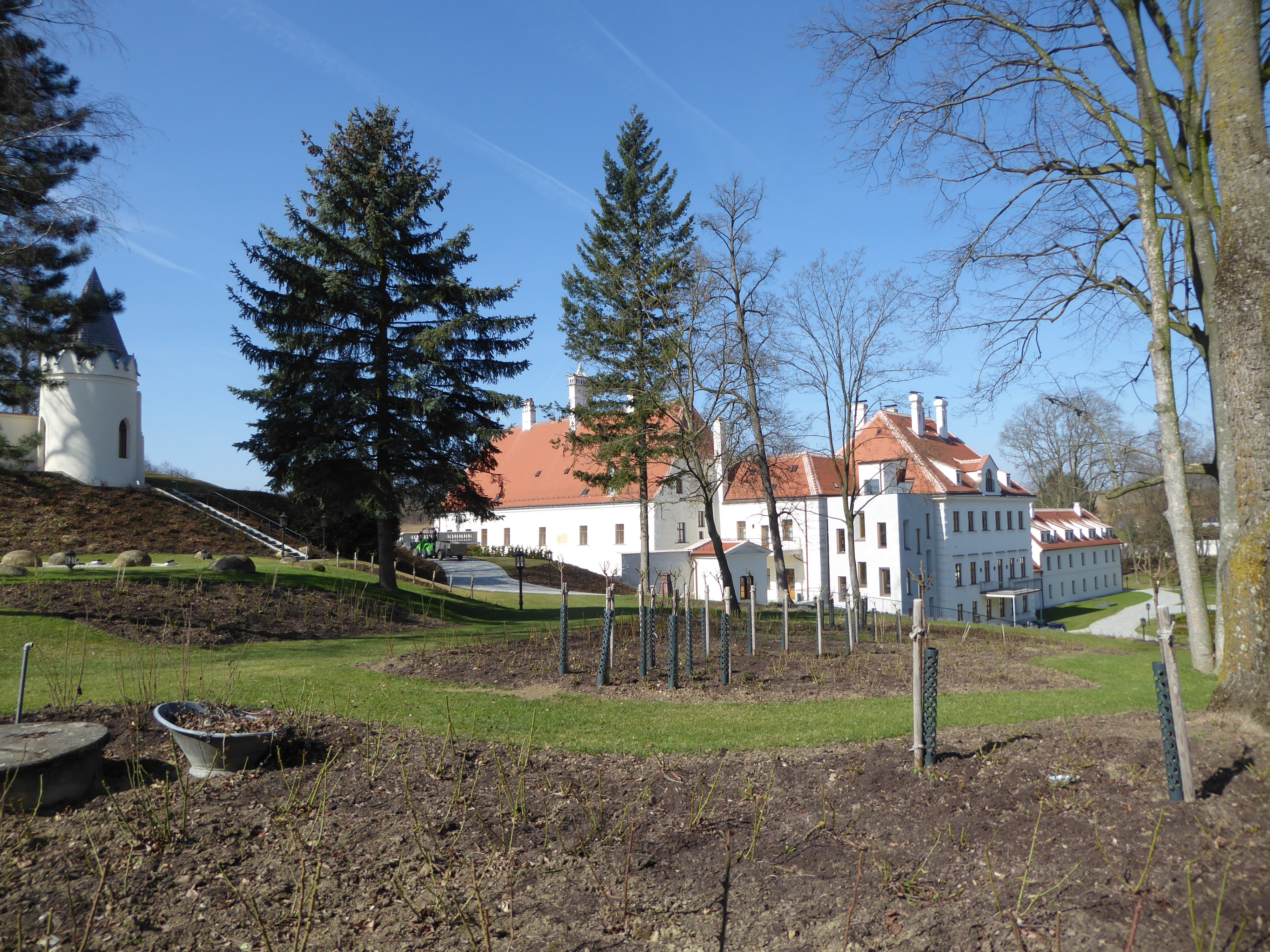
A thalheimi kastély

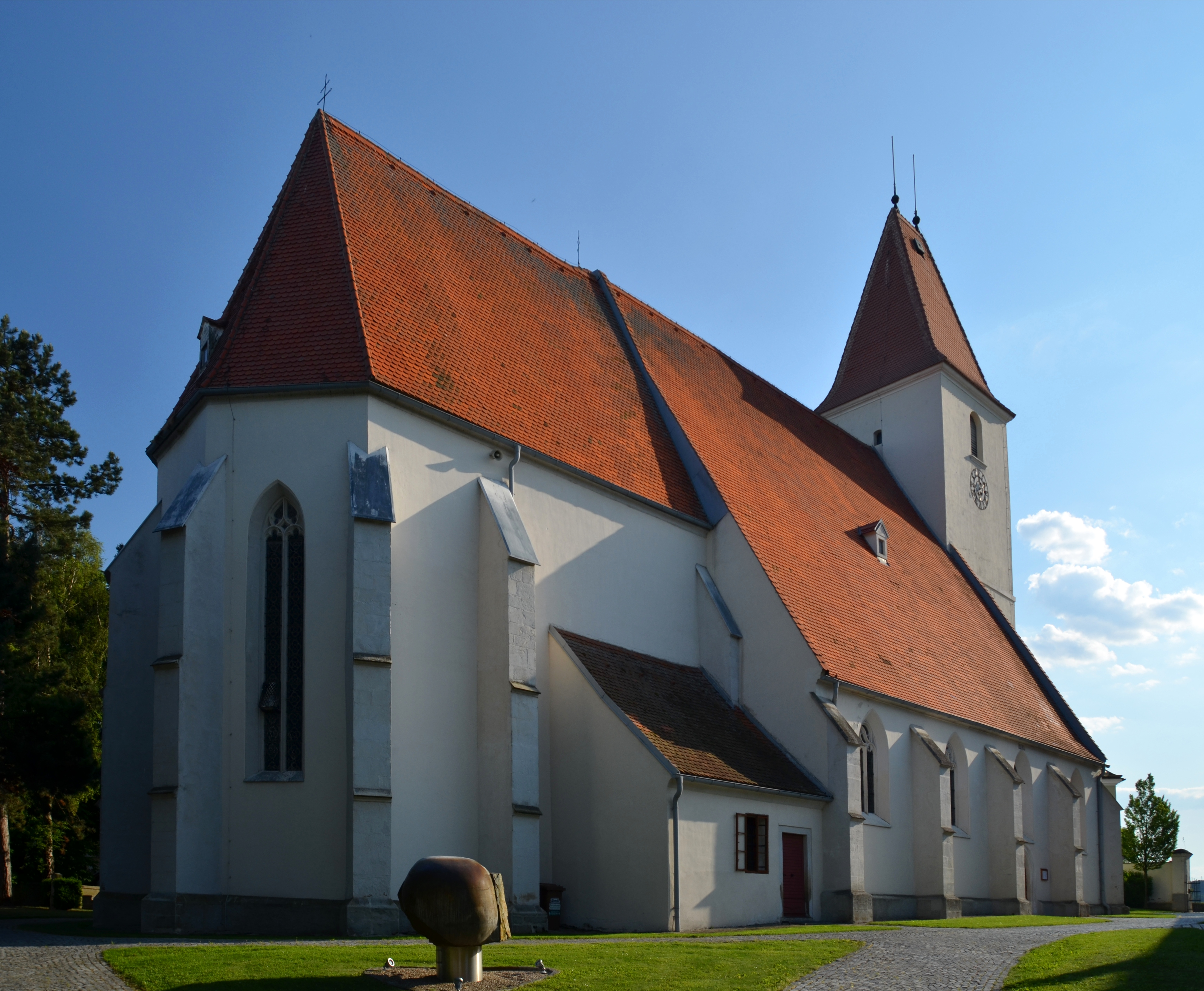
A Szt. Petronilla-plébániatemplom

Kapelln a tartomány Mostviertel régiójában fekszik, a Perschling folyó mentén. Itt található Alsó-Ausztria földrajzi középpontja. Területének 10,4%-a erdő, 78,5% áll mezőgazdasági művelés alatt. Az önkormányzat 15 települést egyesít: Etzersdorf (488 lakos 2024-ben), Kapelln (303), Katzenberg (37), Mitterau (16), Mitterkilling (19), Oberkilling (21), Obermiesting (30), Panzing (38), Pönning (50), Rapoltendorf (65), Rassing (148), Thalheim (108), Unterau (10), Unterkilling (9) és Untermiesting (0).
A környező önkormányzatok: északra Herzogenburg, keletre Perschling, délnyugatra Böheimkirchen, nyugatra Sankt Pölten.

## Története
Kapelln területe a régészeti leletek tanúsága szerint már a neolitikumban is lakott volt. A római korban egy út vezetett erre, egyik mérföldköve máig látható. Kapelln első említése a Sankt Pölten-i apátság egyik, 1045-1065 közötti adománylevelében történt. Tulajdonosai a Lenbach, 1236 után a Gneussen család volt. A reformációt követően a lakosság többsége áttért a protestáns vallásra. Bécs 1683-as ostromakor a törökök feldúlták a falut; 1713-17 között pedig pestis szedett áldozatokat. A napóleoni háborúk idején, 1794-ben és 1805-ben jelentős francia csapatok (10 ezernél több katonával) táboroztak Etzersdorf környékén. 
Kapelln községi önkormányzata 1854-ben alakult meg. A második világháború végén heves harcokra került sor a visszavonuló németek és a Vörös Hadsereg egységei között. 1971-ben Thalheimet a községhez csatolták. Kapellnt 1983-ban mezővárosi rangra emelték.

## Lakosság
A kapellni önkormányzat területén 2024 januárjában 1342 fő élt. Lakosságszáma 2011 óta csökkenő tendenciát mutat. 2022-ben az ittlakók 93,2%-a volt osztrák állampolgár; a külföldiek közül 1,3% a régi (2004 előtti), 1,5% az új EU-tagállamokból érkezett. 1,8% a volt Jugoszlávia (Horvátország és Szlovénia kivételével) vagy Törökország; 2,2% egyéb ország polgára volt. 2001-ben a lakosok 90,4%-a római katolikusnak, 1,1% evangélikusnak, 0,2% ortodoxnak, 3,3% mohamedánnak, 4,1% pedig felekezeten kívülinek vallotta magát. Ugyanekkor a legnagyobb nemzetiségi csoportot a németek (95,9%) mellett a törökök alkották 2,9%-kal. 
A népesség változása:

| 2016 | 1 391 |
| 2018 | 1 381 |

## Látnivalók
- a thalheimi kastély
- a Szt. Petronilla-plébániatemplom

## Fordítás
- Ez a szócikk részben vagy egészben  a   Kapelln című német Wikipédia-szócikk ezen változatának fordításán alapul.  Az eredeti cikk szerkesztőit annak laptörténete sorolja fel. Ez a jelzés csupán a megfogalmazás eredetét és a szerzői jogokat jelzi, nem szolgál a cikkben szereplő információk forrásmegjelöléseként.